# سارة سترينج
سارة سترينج هي ممثلة كندية، ولدت في 6 سبتمبر 1974 بفانكوفر في كندا.

## الأعمال

### أفلام
| السنة | العنوان                  | الدور |
| ----- | ------------------------ | ----- |
| 1994  | امرأة صغيرة              |       |
| 2006  | .45                      | فيك   |
| 2008  | ستارغيت: ذي آرك أوف تروث |       |

### مسلسلات
- الديناصورات الصغيرة
- الملفات الغامضة

## وصلات خارجية
- سارة سترينج على موقع IMDb (الإنجليزية)
- سارة سترينج على موقع ألو سيني (الفرنسية)
- سارة سترينج على موقع أول موفي (الإنجليزية)
- سارة سترينج على موقع قاعدة بيانات الأفلام السويدية (السويدية)
- سارة سترينج على موقع إن إن دي بي (الإنجليزية)
- سارة سترينج على موقع قاعدة بيانات الفيلم (الإنجليزية)
- سارة سترينج على موقع كينوبويسك (الروسية)